# Política de Irak

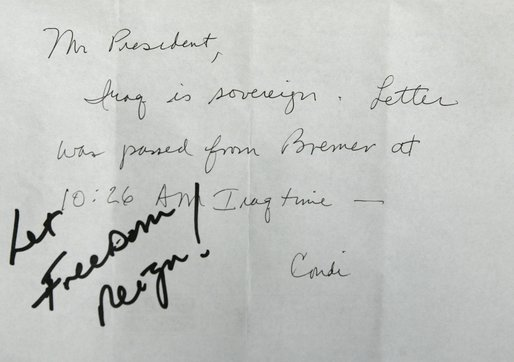
Carta de Condoleeza Rice avisando a George Bush de que la soberanía había sido transferida a Irak. La inscripción en negro Let Freedom Reign pertenece al presidente estadounidense.

Antes de la invasión de Irak, el Partido Ba'ath gobernaba Irak por medio de los nueve miembros que configuraban el CCR, organismo que dictaba y aprobaba leyes por decreto. El presidente del CCR (que a su vez era jefe de Estado y comandante supremo de las fuerzas armadas) era elegido por una mayoría de dos tercios del CCR. Un consejo de Ministros (el gabinete) era nombrado por el CCR y tiene responsabilidades administrativas y ciertas responsabilidades legislativas.
La Asamblea Nacional estaba formada por 250 miembros de los cuales 220 eran elegidos por voto popular y desempeñaban su cargo durante un período de 4 años, y los otros 30 eran nombrados por el presidente para representar a las tres provincias del norte. La Asamblea fue elegida por última vez en marzo del 2000. Irak se divide en 18 provincias, cada una de las cuales era dirigida por un gobernador con amplios poderes administrativos.
El sistema judicial iraquí se basaba en el modelo francés de justicia, que fue introducido en el país durante el período del régimen otomano y contaba con tres tipos de tribunales inferiores: tribunal civil, religioso y especial. Los tribunales especiales ven causas que se refieren, en forma amplia, a temas de seguridad nacional. Un sistema de tribunales de apelación y el tribunal de casación (tribunal de última instancia) completan la estructura judicial.
Principales funcionarios de gobierno: Presidente, Director del CCR, primer ministro, secretario general del Comando Regional del Partido Ba'ath: Saddam Hussein; vicepresidente: Taha Yasin Ramadan; vicepresidente: Taha Muhyi al-Din Ma'ruf.
Ministros: vice primer ministro: Tariq Aziz; vice primer ministro: Abd Al-Tawab Mullah Huwaysh; vice primer ministro: Ahmad Husayn Khudayir al-Samarrai; ministro de Información: Mohammed Saeed al-Sahhaf; ministro de Asuntos Exteriores: Naji Sabri Hadithi; ministro de Finanzas: vicepremier Hikmat al-Azzawi; Representante Permanente ante la ONU: Muhammad al-Duri; ministro de Petróleo: Amir Rashid Muhammad al-Ubaydi; ministro de Comercio: Mohammed Mahdi Salih; ministro de Estado: Arshad Mohammed al-Zibari; ministro de Salud: Omeed Midhat Mubarak; ministro de Industria y Minerales: Muyassar Raja Shalah al-Tikriti; ministro de Justicia: Mundhir Ibrahim al Shawi; ministro de Transporte y Comunicaciones: doctor Ahmed Murtadha Ahmed Khalil